# 아라보리 겐지
아라보리 겐지(일본어: 荒堀 謙次, 1988년 7월 31일 ~ )는 일본의 전 축구 선수이다.

## 구단 경력
그는 2011년부터 2019년까지 J리그의 요코하마 FC, 도치기 SC, 쇼난 벨마레, 도치기 SC, 몬테디오 야마가타, 가마타마레 사누키에서 활동하였다.